# Liste der Regimenter des niederrheinisch-westfälischen Reichskreises
Der Niederrheinisch-Westfälische Reichskreis bestand aus einer Vielzahl von mittleren und kleinen Reichsständen. Der Kreis war zudem in unterschiedliche katholische und lutherische Stände geteilt. Besonders schwierig war die Einbindung der brandenburgisch-preußischen Territorien in die Kreisordnung. Der altpreußische Staat entzog sich schließlich ganz der Verantwortung des Kreises.
„von 1555“ usw. Nummerierung nach Tessin | * Gründung | † Auflösung | > Verbleib | = Doppelfunktion als stehendes Regiment eines Reichsstandes

## Infanterieregimenter
- Niederrheinisch-westfälisches Kreis-Infanterieregiment (1599) – Simon von der Lippe *1599 - †1599
- Niederrheinisch-westfälisches Kreis-Infanterieregiment (1664) 1664/2 – Johann Gottfried von Uffeln *1664 – Waldbott 1664 - †1699
- Niederrheinisch-westfälisches Kreis-Infanterieregiment (1672) – Johann Emanuel Waldbott von Bassenheim *1672 - †1679 (unklar)
- Niederrheinisch-westfälisches Kreis-Infanterieregiment (1702) 1702/1 – von der Velde *1702 – Mengersen 1713 - †1713
- Niederrheinisch-westfälisches Kreis-Infanterieregiment Hennemann (1702) 1702/2 – Hennemann (Köln) *1702 - †1713
- Niederrheinisch-westfälisches Kreis-Infanterieregiment Rosenzweig (1702) 1702/3 – Rosenzweig (Westerweld) *1702 - †1713
- Niederrheinisch-westfälisches Kreis-Infanterieregiment la Marck (1734) 1734/1 – Julius August von der Marck (la Marck) *1734 - †1734
- Niederrheinisch-westfälisches Kreis-Infanterieregiment Wied-Runkel (1734) 1734/2 – Johann Ludwig Adolf zu Wied-Runkel (Westerwald) *1734 - †1734
- Niederrheinisch-westfälisches Kreis-Infanterieregiment Lüninghausen (1734) 1734/3 – Lüninghausen *1734 - †1734 > Kurkölnisches Infanterieregiment von 1734
- Niederrheinisch-westfälisches Kreis-Infanterieregiment (1734) 1734/4 – Hermann Werner von Schorlemmer (Paderborn) *1734 - †1734

## Kavallerieregimenter
- Niederrheinisch-westfälisches Kreis-Kavallerieregiment von 1664/1 – Lothar von Post zu Bosfeld *1664 - †1664
- Niederrheinisch-westfälisches Kreis-Kavallerieregiment von 1703/1 – Venningen *1703 - †1713
- Niederrheinisch-westfälisches Kreis-Kavallerieregiment von 1703/2 – Hachenberg (Westerwald) *1703 - †1713